# Suzuki SJ
Suzuki SJ var en serie af lette offroadere fra den japanske bilfabrikant Suzuki med klassisk opbygning med chassisramme og stive aksler, som fandtes med lang eller kort akselafstand samt med åbent eller lukket karrosseri ("Cabrio"/"Van"). Alle SJ-modeller har baghjulstræk, tilkobleligt firehjulstræk og reduktionsgear samt kugleledsstyring uden servo. På alle åbne versioner kunne forruden klappes frem.
I Japan solgte Suzuki samtlige generationer af deres lette offroadere allerede siden 1968 under navnet Jimny, som først blev introduceret i Europa med efterfølgeren for SJ-serien. I Schweiz blev SJ-serien solgt under navnet Suzuki 4×4 Strada, og i Australien som Holden Drover.

## SJ 410
SJ 410 blev introduceret i 1982 som efterfølger for Suzuki LJ 80 med 1,0-litersmotor med 33 kW/45 hk og firetrins gearkasse. Hvor motoren med sin cylinderblok af stål og cylinderhoved af letmetal lignede forgængerens meget, fik SJ 410 en nykonstrueret fordelergearkasse med U-formet skiftekulisse samt automatiske eller manuelle friløbsnave på forakslen.
Ved introduktionen havde SJ 410 tromlebremser på alle fire hjul og ingen bremseforstærker. Senere modeller havde skivebremser på forhjulene. 2-kreds bremsesystemet virkede separat på for- og bagakslen, mens håndbremsen ligesom på LJ 80 virkede på bagakslen. Derudover var modellen udstyret med den allerede fra LJ 80 kendte parkeringsspærre på bagakseldifferentialet. Dækdimensionen var 195 x 15.

## SJ 413
I 1985 introduceredes den stærkere SJ 413 med 1,3-litersmotor med 47 kW/64 hk og et maksimalt drejningsmoment på 100 Nm. I 1987 fulgte en 44 kW/60 hk-version af motoren med ureguleret katalysator. Bilens længde var 3430 mm, og akseldifferentialets udveksling 3,909.
De største forskelle i forhold til SJ 410 var motorhjelmen, som var hvælvet opad for at gøre plads til den højere motor, samt den nye kølergrill med tværribber af kunststof.
Det lukkede karrosseri kunne fra SJ 413 også fås med højt tag og panoramavinduer bagi, modellen med lang akselafstand enten med hard- eller softtop. Modellen fandtes i Østrig også som varebil uden sideruder bagi, uden bagsæde og med adskillelsesgitter bag forsæderne. Dækstørrelsen forblev den samme, og frihøjden under differentialet var 225 mm. Hældningsvinklen var foran 47° og bagpå 34°.
Den nyudviklede OHC-motor med betegnelsen G13A var et betydeligt mere moderne konstruktion af letmetal med en overliggende, tandremstrukket knastaksel og vejede 78 kg. Brændstoftilførslen blev varetaget af en faldstrømsregisterkarburator med accelerationspumpe og automatisk choker, og tændingen var en kontaktløs transistortænding.
De fleste SJ 413 blev solgt med femtrins gearkasse; kun de første to produktionsår fandtes også den hidtidige firetrinsgearkasse. Dertil kom en fordelergearkasse med ændrede udvekslingsforhold.
Undervognen i SJ 413 havde bladfjedre og stabilisator på forakslen. Den nye drivlinje gjorde ændringer på den forreste del af chassisrammen nødvendige. Versionerne med kort akselafstand havde diagonalt opdelt 2-kreds bremsesystem. Samtlige versioner havde nu bremsekraftforstærker, og "de Luxe"-modellen havde også manuelle friløbsnave.
Bilen blev bygget på licens af bl.a. Santana Motors i Linares, Spanien. De af Santana byggede biler er teknisk set ikke i alle dele identiske med de japanske biler. De spanske biler er også mere ømfindtlige over for rust. De spanskproducerede biler kan kendes på stelnummerets tre første tegn "VSE", hvor de japanskproducerede biler har "JSA".

## Samurai
I 1988/89 fik SJ-serien et facelift og blev omdøbt til Suzuki Samurai. Bilen fik et mere moderne instrumentbræt, 60 mm bredere aksler og yderligere mindre forbedringer. Som følge af de nye fælges ændrede indpresningsdybde voksede sporvidden med totalt 90 mm. Det nye akseldifferentiales udveksling blev forlænget med fem procent til 3,727.
Karrosseriets grundform forblev uændret, dog var forskærmene, forlygtefatningerne og deres rammer nu lakeret i bilens farve. De lidt bredere kofangere fik kunststofskånere på hjørnerne, og sideblinklysene blev placeret bagved de forreste hjuludsnit og sidespejlene blev let forstørret. Ligesom før forblev de to akselafstande og varebilen i modelprogrammet.
Frem til 1990 var modellen fortsat udstyret med den hidtidige karburatormotor (G13A) på 1315 cm³ med 44 kW/60 hk; i versionen med lang akselafstand uden katalysator. I 1990 introducerede Suzuki den næsten identiske G13B-motor med elektronisk styret monopoint-indsprøjtning og 51 kW/69 hk samt 103 Nm ved 3500 omdr./min. Denne motor, som senere også blev brugt i Suzuki Swift, var udstyret med reguleret katalysator.
Derudover fandtes der to forskellige dieselmotorer, som Suzuki havde købt hos Renault og Peugeot.
Samurais undervogn var nu blevet trimmet til større kørekomfort. De forreste bladfjedre havde nu kun tre fjederlag. Fjedre og støddæmpere var nyafstemt og udstyret med en hårdere stabilisator. Derved faldt højden 25 mm og frihøjden under det forreste differentiale til 19,5 cm. Dækstørrelsen blev ændret til 205/70R15. Den østrigske version var i det sidste salgsår udstyret med undervogn med skruefjedre.
Bremsesystemet havde nu i samtlige versioner en bremsekreds til de forreste skivebremser og en til de bageste tromlebremser. Håndbremsen virkede på Samurai på tromlebremserne, så parkeringsspærren på bagakseldifferentialet nu kunne bortfalde.
I 1992 fulgte et yderligere facelift, som i det væsentligste bestod af en ændret kølergrill med nu tre tværstriber. Ved endnu et facelift i midten af 1998 flyttede Suzuki de forreste blinklys og positionslysene fra kofangeren op i frontpartiet sammen med tågeforlygterne, og kølergrillen fik igen fire tværstriber. Samurai fortsatte i denne form frem til den helt udgik af produktion i 2004.
- SJ bagfra
- Suzuki Samurai, andet facelift
(1998−2004)
- Samurai bagfra